# Jan Luiten van Zanden

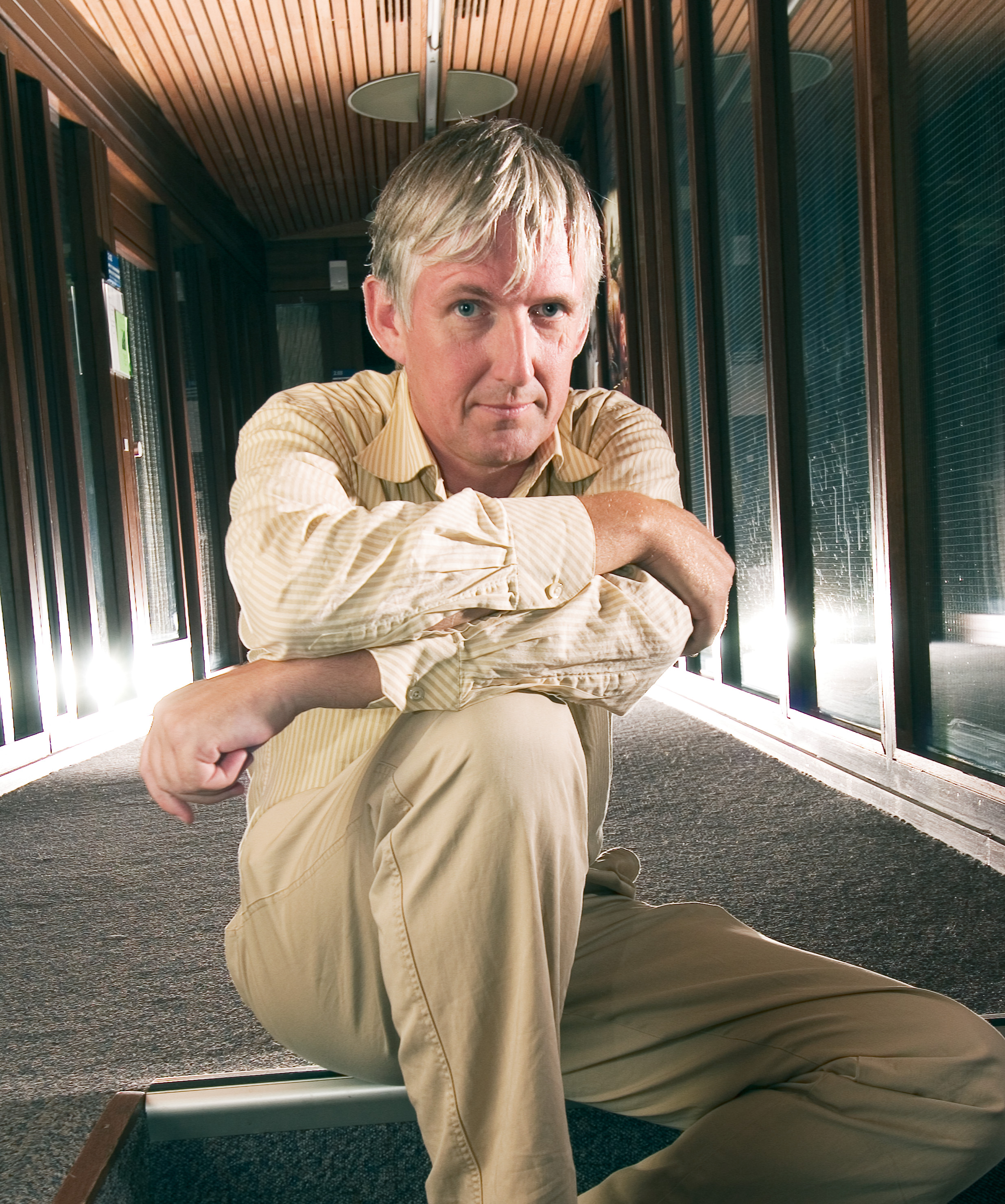
Jan Luiten van Zanden (2003)

Jan Luiten van Zanden (* 15. November 1955) ist ein niederländischer Wirtschaftshistoriker.
Van Zanden studierte an der Freien Universität Amsterdam und wurde dort 1985 über Agrargeschichte des 19. Jahrhunderts in den Niederlanden promoviert (De economische ontwikkeling van de Nederlandse landbouw in de negentiende eeuw, 1800–1914). Seit 2009 ist er Professor für Wirtschaftsgeschichte an der Universität Utrecht sowie seit 2011 an der Reichsuniversität Groningen und Akademie-Professor der Königlich Niederländischen Akademie der Wissenschaften.
Er befasste sich insbesondere mit niederländischer Wirtschaftsgeschichte der Neuzeit (besonders 19. und 20. Jahrhundert), aber auch von Indonesien, der Geschichte der Rabobank und von Royal Dutch Shell.
2003 erhielt er den  Spinoza-Preis. Er war ab 2009 Präsident der International Economic History Association und war Präsident des Organisationskomitees des 15. World Economic History Congress in Utrecht 2009. 2016 wurde er zum Mitglied der Academia Europaea gewählt.

## Bücher
- mit Maarten Prak: Nederland en het Poldermodel. Sociaal-economische geschiedenis van Nederland 1000-2000, Amsterdam: Bert Bakker, 2013.
- mit Daan Marks: An Economic History of Indonesia 1800-2010, London: Routledge, 2012 (auch ins Indonesische übersetzt)
- The Long Road to the Industrial Revolution. The European Economy in a Global Perspective, 1000-1800. Leiden, Brill Publishers, 2009.
- mit Stephen Howarth, Joost Jonker, Keetie Sluyterman: A History of Royal Dutch Shell, 4 Bände, Amsterdam, Boom Publishers/Oxford University Press, 2007
- mit Tine de Moor: Vrouwen en de geboorte van het kapitalisme in West-Europa, Amsterdam, Boom Publishers, 2006.
- mit A. van Riel: The Structures of Inheritance. The Dutch Economy in the Nineteenth Century, Princeton University Press, 2004
  - Niederländische Ausgabe: Nederland 1780-1914. Staat, instituties en economische ontwikkeling. Amsterdam, Balans, 2000.
- mit J.-P. Smits, E. Horlings: Dutch GNP and its Components, 1800-1913, Groningen; Growth and Development Centre, 2000, Online
- mit Keetie Sluyterman, Joost Dankers, Jos van der Linden: Het Coöperatieve Alternatief. Honderd Jaar Rabobank 1898-1998, Den Haag, 1998.
- mit Lee Soltow: Income and Wealth Inequality in the Netherlands 1500-1990, Het Spinhuis; Amsterdam, 1998.
- The economic history of the Netherlands in the 20th century. Routledge; London, 1997
  - Niederländische Übersetzung: Een klein land in de lange twintigste eeuw. Het Spectrum; Utrecht, 1997.
- mit Wybren Verstegen: Groene Geschiedenis van Nederland, Utrecht: Het Spectrum, 1993.
- Arbeid tijdens het handelskapitalisme. Een nieuwe interpretatie van de opkomst en de achteruitgang van de economie van Holland, 1350-1850. Bergen, 1991.
  - Englische Übersetzung: The Rise and Decline of Holland's economy. Merchant Capitalism and the Labour Market. Manchester University Press, 1993.
- mit P. Boomgaard: Food crops and arable land, Java 1815-1942. (Changing Econiomy in Indonesia, Band 10), Royal Tropical Institute; Amsterdam, 1990.
- mit R. T. Griffiths: Economische geschiedenis van Nederland in de twintigste eeuw, Het Spectrum; Utrecht, 1989.
- De industrialisatie in Amsterdam 1825-1914, Octavo: Bergen, 1987.
- De economische ontwikkeling van de Nederlandse landbouw in de negentiende eeuw, 1800-1914. Wageningen, 1985 (Dissertation)
  - Englische Ausgabe: The Transformation of European Agriculture in the 19th Century: The Case of the Netherlands, VU University Press, 1994.
- Herausgeber: The economic development of the Netherlands since 1870. Edward Elgar, Cheltenham, 1995.
- Herausgeber mit M. 't Hart, J. Jonker: A financial history of the Netherlands, Cambridge University Press 1997
- Herausgeber mit  Jan Lucassen, Tine De Moor: The return of the guilds, Cambridge University Press 2008
- Herausgeber mit Maarten Prak: Technology, Skills and the Pre-Modern Economy in the East and the West. Global Economic History Series. Leiden: Brill, 2013.
- Herausgeber mit Bert van der Spek, Bas van Leeuwen: A History of Market performance: From Ancient Babylonia to the Modern World, London: Routledge, 2013.
- Herausgeber mit Joost Dankers, Keetie Sluyterman: Variaties in kapitalisme. Ontwikkeling en prestatie van de Nederlandse markteconomie in de twintigste eeuw. SMO, Den haag, 2013.